# Досконала казка
«Досконала казка» (ісп. Un cuento perfecto) — іспанський серіал 2023 року у жанрі романтичної комедії та створений компанією Plano a Plano. У головних ролях — Анна Кастільйо, Альваро Мел, Ана Белен, Інгрід Гарсія-Йонссон. Серіал заснований на однойменному романі Елізабет Бенавент. Режисерка серіалу — Хлоя Уоллес. Сценаристка серіалу — Марина Перес.
Серіал вийшов на Netflix 28 липня 2023 року і має один сезон з 5 серій.

## Сюжет
Після втечі з власного весілля Марго почувається розгубленою. Вона навіть не здогадується, що Давид і чарівний хаос, який його оточує, допоможуть їй знайти свій шлях.

## Актори та персонажі

### Головні
| Актор          | Роль                                     |
| -------------- | ---------------------------------------- |
| Анна Кастільйо | Маргарита «Марго» Ортега Ортіс де Сарате |
| Альваро Мел    | Девід                                    |
| Ана Белен      | мати Марго                               |

### Повторювані
| Актор                 | Роль                                    |
| --------------------- | --------------------------------------- |
| Інгрід Гарсія-Йонссон | Кандела «Канде» Ортега Ортіс де Сарате  |
| Лурдес Ернандес       | Патрісія «Патрі» Ортега Ортіс де Сарате |
| Джиммі Кастро         | Іван                                    |
| Тай Фаті              | Домі                                    |
| Ане Габарайн          | Асун                                    |
| Елена Ірурета         | Ампаро                                  |
| Лідія Павон           | Ідоя                                    |
| Хав'єр Альбала        | детектив                                |
| Клавдія Трайсак       | Крістіна                                |
| Маріо Ерміто          | Філіппо                                 |

## Сезони
| Сезон | Епізоди | Епізоди | Оригінальний показ | Оригінальний показ | Оригінальний показ |
| Сезон | Епізоди | Епізоди | Перший показ       | Останній показ     | Мережа             |
| ----- | ------- | ------- | ------------------ | ------------------ | ------------------ |
| 1     | 5       | 5       | 28 липня 2023      | 28 липня 2023      | Netflix            |

## Список серій

### Сезон 1 (2023)
| № | # | Назва                                              | Режисер     | Сценарист    | Перший ефір у США |
| --- | - | -------------------------------------------------- | ----------- | ------------ | ----------------- |
| 1 | 1 | «Ми не шукатимемо одне одного» «No nos buscaremos» | Хлоя Уоллес | Марина Перес | 28 липня 2023     |
| Марго панікує в день свого весілля. У Давида розбите серце. Їхня випадкова зустріч призведе до дечого неймовірного.                                            |   |                                                    |             |              |                   |
| 2 | 2 | «Що мені робити?» «¿Qué se supone que debo hacer?» | Хлоя Уоллес | Марина Перес | 28 липня 2023     |
| Унаслідок несподіваної гри з мапою Марго планує відпустку, яка має допомогти розвіятися. Вони з Давидом укладають угоду, але Кандела має сумніви.              |   |                                                    |             |              |                   |
| 3 | 3 | «Друзі?» «¿Amigos?»                                | Хлоя Уоллес | Марина Перес | 28 липня 2023     |
| Зв’язок між Марго й Давидом міцнішає, але вона стримує себе й не озвучує почуття. Цікаве повідомлення демонструє, що вона не єдина, хто їх має.                |   |                                                    |             |              |                   |
| 4 | 4 | «Термін придатності» «Fecha de caducidad»          | Хлоя Уоллес | Марина Перес | 28 липня 2023     |
| Давид дивує Марго. Ідилічна подорож триває, але незабаром ситуація погіршується. Пара обговорює, що робитиме після повернення до Мадриду.                      |   |                                                    |             |              |                   |
| 5 | 5 | «Рішення» «La decisión»                            | Хлоя Уоллес | Марина Перес | 28 липня 2023     |
| Сестри діляться секретами й планами на майбутнє. Після подорожі до Авіли перед Марго та Давидом відкриваються нові можливості. Але як вони ними скористаються? |   |                                                    |             |              |                   |